# Harlem Gospel Choir

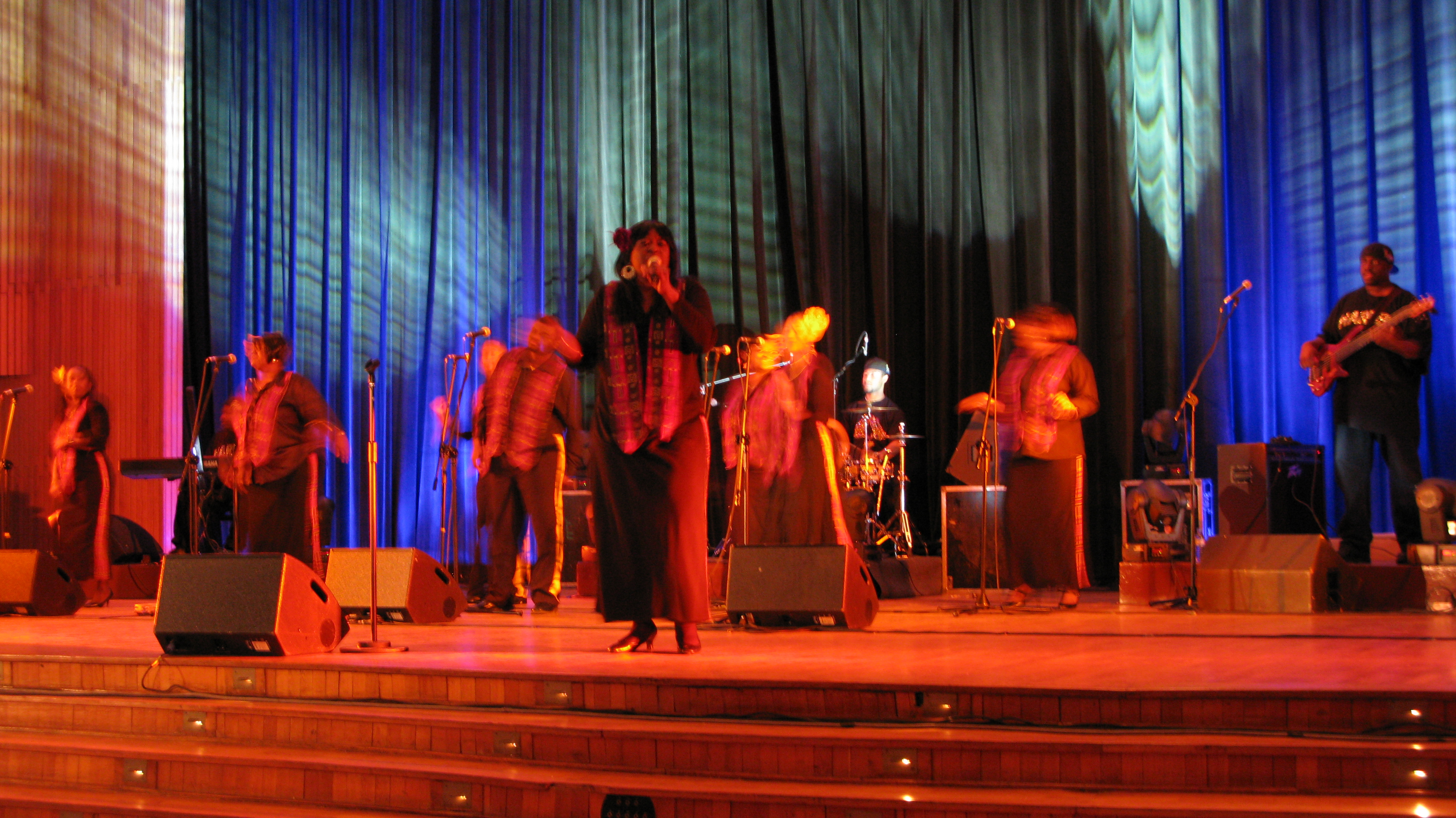
Koncert Harlem Gospel Choir w Toruniu w grudniu 2008

Harlem Gospel Choir – amerykański chór gospel, założony przez Allena Baileya w 1986, w dniu urodzin pastora Martina Luthera Kinga.
Pieśni Harlem Gospel niosą poselstwo Ewangelii o zbawieniu w Jezusie Chrystusie a także przesłanie Martina Luthera Kinga: „jednoczmy ludzi i obdarowujmy ich”. Co roku 35 najbardziej utalentowanych członków chóru wyrusza w trasę koncertową. Podróżując po świecie, zbierają fundusze na cele charytatywne (dla dzieci, ofiar wojen i kataklizmów) a także niosą przesłanie pokoju, przynoszące otuchę i przywracające nadzieję. Dotychczas odwiedzili m.in.: Argentynę, Australię, Brazylię, Chile, Francję, Holandię, Irlandię, Kanadę, Koreę, Maltę, Martynikę, Meksyk, Nową Zelandię, Polskę, Portugalię, Szwajcarię, Urugwaj, Wielką Brytanię i Włochy. 
Repertuar grupy obejmuje zarówno tradycyjne hymny (np. Amazing Grace), dobrze znane w kościołach protestanckich na całym świecie (także w Polsce), jak również współczesne utwory oraz własne kompozycje.
Zespół składa się z 65 osób w wielu od 17 do 70 lat i należy do najbardziej znanych chórów gospel na świecie. W nagrodę za dokonania na rzecz kultury i działalności charytatywnej, burmistrz Nowego Jorku, Michael Bloomberg, ogłosił oficjalnie dzień 15 stycznia Dniem Harlem Gospel Choir.